# Витань
Витань (укр. Витань) — село в Букачёвской поселковой общине Ивано-Франковского района Ивано-Франковской области Украины.
Население по переписи 2001 года составляло 31 человек. Занимает площадь 2,534 км². Почтовый индекс — 77065. Телефонный код — 03435.